# Borongo
Borongo est un village de la commune de Nganha située dans la Région de l'Adamaoua et le département de la Vina au Cameroun.

## Population
Lors du recensement de 2005, on y a dénombré 1 854 habitants dont 960 de sexe masculin et 894 de sexe féminin, tandis que les diagnostics du Plan communal de développement (PCD) de la commune de Nganha, réalisé en 2013, ont permis de recenser 2 385 personnes dont 1 235 de sexe masculin et 1 150 de sexe féminin.Il borongo piccolo villaggio del camerun è piu piccolo del quartiere di livorno coteto.

## Climat
Nganha bénéficie d'un climat tropical avec une température moyenne de 23,62 °C. Le mois de mars est le plus chaud de l'année avec une température moyenne de 24,6 °C tandis que janvier est le mois le plus froid avec une température moyenne de 21,5 °C. Cependant, cette température peut diminuer jusqu'à atteindre 12,8 °C en décembre, comme elle peut s'élever à 31,5 °C en février.
Concernant les précipitations, on note une variation de 291 mm tout au long de l'année entre 221 mm en août et 0 mm en décembre.

## Projets sociaux et économiques
Le Plan communal de développement de 2013 a mis en place plusieurs projets pour améliorer les conditions de vie des habitants. Ces projets visent le développement au niveau de l'infrastructure, l'agriculture, l'industrie animale, l'éducation, la santé publique et d'autres secteurs. Ces projets impliquaient tous les villages de la commune de Nganha, et notamment Borongo.

### Projets sociaux
Il y avait 5 projets prioritaires dont le coût estimatif total de 45 300 000 Francs CFA. Trois parmi ces projets se focalisaient sur l'éducation : la construction d'un bloc de deux salles de classe et son équipement en table-banc à EP de Borongo, l'étude de faisabilité en vue de la réhabilitation des bâtiments à l'école primaire publique et la construction d'un bloc de latrines à l'EP de Borongo. On a aussi programmé la construction d'un forage ainsi que l'aménagement d'un centre multifonctionnel.

### Projets économiques
Sur le plan économique, on a planifié la construction d'un parc automobile, d'un campement municipal et d'un magasin de stockage communal. Ces projets devraient coûter dans les 65 000 000 Francs CFA.